# Chorizagrotis dreuseni
Chorizagrotis dreuseni là một loài bướm đêm trong họ Noctuidae.